# 1893 год в спорте
Список 1893 год в спорте перечисляет спортивные события, произошедшие в 1893 году.

## Российская империя
- Чемпионат России по конькобежному спорту 1893;

## Международные события

### Чемпионаты Европы
- Чемпионат Европы по конькобежному спорту 1893;
- Чемпионат Европы по фигурному катанию 1893;

### Баскетбол
- Создан клуб «Сиена»;

### Регби
- Кубок домашних наций 1893;

### Футбол
- Чемпионат Нидерландов по футболу 1892/1893;
- Чемпионат Нидерландов по футболу 1893/1894;
- Созданы клубы:
  - «Данди»;
  - «Лион»;
  - «Мюлуз»;
  - «Навал»;
  - «Штутгарт II»;
  - «Элгин Сити»;
  - «Порту»;

#### Англия
- Футбольная лига Англии 1892/1893;
- Футбольная лига Англии 1893/1894;
- ФК «Ньютон Хит» в сезоне 1892/1893;
- Созданы клубы:
  - «Джиллингем»;
  - «Оксфорд Юнайтед»;
  - «Энфилд»;

### Хоккей с шайбой
- Создан клуб «Спарта»;